# Byšta
Byšta (hongrois : Biste) est un village de Slovaquie situé dans la région de Košice.

## Microrégion
Byšta fait partie depuis 2007 de la microrégion de Roňava. les autres villages faisant partie de la microrégion sont Brezina, Čeľovce, Egreš, Kazimír, Kuzmice, Lastovce, Luhyňa, Michaľany (siège), Nižný Žipov, Slivník, Stanča, Veľaty et Zemplínska Nová Ves. Le nom Roňava provient de la rivière homonyme affuente du Bodrog.

## Histoire
Première mention écrite du village en 1270.
La localité fut annexée par la Hongrie après le premier arbitrage de Vienne le 2 novembre 1938. En 1938, on comptait 264 habitants dont 3 d'origines juives. Elle faisait partie du district de Sátoraljaújhely (hongrois : Sátoraljaújhelyi járás). Durant la période 1938 -1945, le nom hongrois Biste était d'usage. À la libération, la commune a été réintégrée dans la Tchécoslovaquie reconstituée.

## Démographie

### Évolution de la population
| Année:               | 1994. | 2004.    | 2014.   | 2024. |
| -------------------- | ----- | -------- | ------- | ----- |
| Nombre de personnes: | 184   | 157      | 150     | 138   |
| Différence:          |       | -14,67 % | -4,45 % | -8 %  |

| Année:               | 2023. | 2024.   |
| -------------------- | ----- | ------- |
| Nombre de personnes: | 139   | 138     |
| Différence:          |       | -0,71 % |